# Farthållare

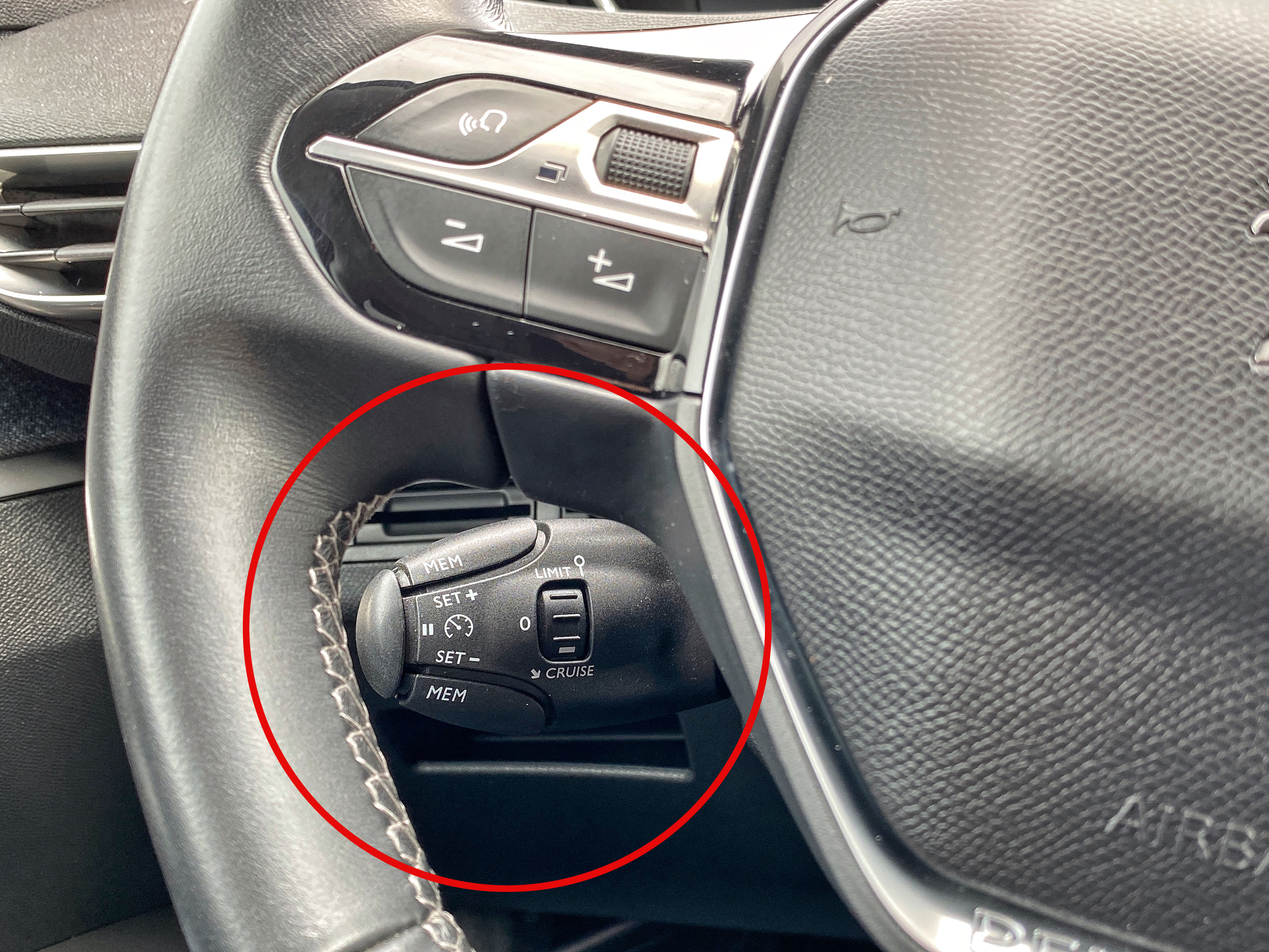
Farthållare Peugeot 3008.

Farthållare är en anordning som automatiskt övervakar och reglerar hastigheten för ett fordon.

## Funktion
Genom att öka eller minska gaspådraget bibehåller farthållaren den hastighet fordonet hade när funktionen aktiverades. I vissa fall kan farthållaren även bromsa automatiskt om farten blir för hög eller om man kommer för nära ett framförvarande fordon.

## Manövrering

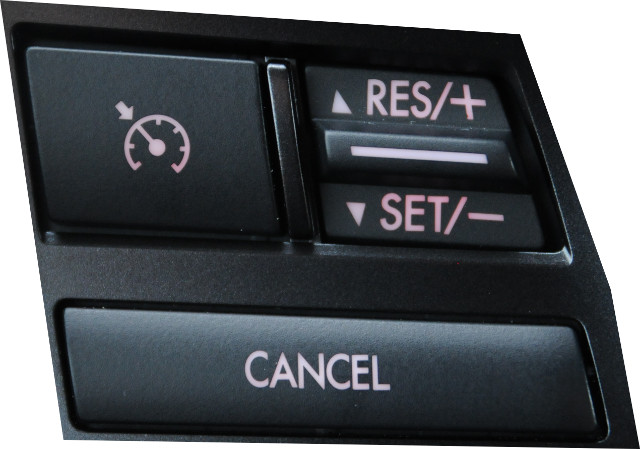
Manöverknappar för farthållare

Farthållaren manövreras med ett reglage som vanligtvis sitter på en spak på rattstången eller med knappar i ratten. När farthållaren är aktiverad kan den inställda hastigheten finjusteras uppåt eller nedåt med hjälp av knappar på reglaget. Fartkontrollen förblir aktiv till dess bromspedalen eller kopplingspedalen (på manuellt växlade bilar) trampas ned, eller till dess att den stängs av på reglaget. Om föraren tillfälligt ökar hastigheten, till exempel vid en omkörning, återgår farthållaren till den inställda hastigheten när gaspedalen åter släpps upp. De flesta farthållare har även en funktion för att återuppta inställd hastighet efter en inbromsning, ofta kallad resume.

## Användning
Farthållaren är särskilt användbar vid långkörningar på stora vägar då man slipper att hela tiden hålla ett öga på hastighetsmätaren samtidigt som högerbenet avlastas. Den är mindre lämplig att användas på mindre vägar som kräver en mer aktiv anpassning av hastigheten.
Moderna personbilar, lastbilar och bussar är i regel utrustade med farthållare.